# Magritte de la meilleure réalisation
Le Magritte de la meilleure réalisation est une récompense décernée depuis 2011 par l'Académie André Delvaux, laquelle décerne également tous les autres Magritte du cinéma.

## Critères d'admission
D'après l'article 11, I) du règlement des Magritte, seuls sont admis à concourir pour le « Magritte de la meilleure réalisation » la réalisation des films répondant aux conditions d'éligibilité dans la catégorie « Magritte du Meilleur film ».
L'article 11, A) précise que sont admis à concourir pour l'attribution du « Magritte du Meilleur film » tous les films de long métrage majoritaires belges (c'est-à-dire dont la réalisation est belge ou réside en Belgique depuis au moins 5 ans ou a résidé en Belgique pendant au moins 15 ans) qu'il s'agisse de fiction ou d'animation. Pour pouvoir concourir, ces films doivent avoir bénéficié d'une reconnaissance de nationalité belge délivrée par le CCA ou avoir obtenu une autorisation du Conseil d'administration permettant de déroger à ce principe. Ils doivent être sortis en salle entre le 16 octobre de la deuxième année précédant la cérémonie et le 15 octobre de l'année précédant la cérémonie, et avoir fait l'objet d'une exploitation commerciale pendant au moins une semaine à raison d'au minimum une séance quotidienne dans au moins une salle de cinéma située en Belgique. En dérogation à cette exigence d'une séance quotidienne minimum, le Conseil d'Administration de l'ASBL peut rendre éligible des films ayant fait l'objet d'une exploitation commerciale en Belgique dans la période d'éligibilité fixée, à condition qu'un minimum de 7 séances ait bien été atteint.

## Palmarès

### Années 2010
| Année | Réalisation                                 | Film                         |
| ----- | ------------------------------------------- | ---------------------------- |
| 2011  | Jaco Van Dormael                            | Mr. Nobody                   |
| 2011  | Joachim Lafosse                             | Élève libre                  |
| 2011  | Olivier Masset-Depasse                      | Illégal                      |
| 2011  | Nabil Ben Yadir                             | Les Barons                   |
| 2012  | Bouli Lanners                               | Les Géants                   |
| 2012  | Dominique Abel, Fiona Gordon et Bruno Romy  | La fée                       |
| 2012  | Jean-Pierre et Luc Dardenne                 | Le Gamin au vélo             |
| 2012  | Sam Garbarski                               | Quartier lointain            |
| 2013  | Joachim Lafosse                             | À perdre la raison           |
| 2013  | Lucas Belvaux                               | 38 témoins                   |
| 2013  | Patrick Ridremont                           | Dead Man Talking             |
| 2013  | François Pirot                              | Mobile Home                  |
| 2014  | Stéphane Aubier et Vincent Patar            | Ernest et Célestine          |
| 2014  | Vincent Lannoo                              | Au nom du fils               |
| 2014  | Frédéric Fonteyne                           | Tango libre                  |
| 2014  | Sam Garbarski                               | Vijay and I                  |
| 2015  | Jean-Pierre Dardenne et Luc Dardenne        | Deux jours, une nuit         |
| 2015  | Yolande Moreau                              | Henri                        |
| 2015  | Nabil Ben Yadir                             | La Marche                    |
| 2015  | Lucas Belvaux                               | Pas son genre                |
| 2016  | Jaco Van Dormael                            | Le Tout Nouveau Testament    |
| 2016  | Fabrice Du Welz                             | Alleluia                     |
| 2016  | Bernard Bellefroid                          | Melody                       |
| 2016  | Savina Dellicour                            | Tous les chats sont gris     |
| 2017  | Bouli Lanners                               | Les Premiers, les Derniers   |
| 2017  | Xavier Seron                                | Je me tue à le dire          |
| 2017  | Joachim Lafosse                             | L'Économie du couple         |
| 2017  | Valéry Rosier                               | Parasol                      |
| 2018  | Philippe Van Leeuw                          | Une famille syrienne         |
| 2018  | Lucas Belvaux                               | Chez nous                    |
| 2018  | Nabil Ben Yadir                             | Angle mort                   |
| 2018  | Stephan Streker                             | Noces                        |
| 2019  | Guillaume Senez                             | Nos batailles                |
| 2019  | Olivier Meys                                | Bitter Flowers               |
| 2019  | Hélène Cattet et Bruno Forzani              | Laissez bronzer les cadavres |
| 2019  | François Troukens et Jean-François Hensgens | Tueurs                       |

### Années 2020
| Année | Réalisation                       | Film                           |
| ----- | --------------------------------- | ------------------------------ |
| 2020  | Olivier Masset-Depasse            | Duelles                        |
| 2020  | Jean-Pierre et Luc Dardenne       | Le Jeune Ahmed                 |
| 2020  | Laurent Micheli                   | Lola vers la mer               |
| 2020  | César Díaz                        | Nuestras madres                |
| 2022  | Laura Wandel                      | Un monde                       |
| 2022  | Fabrice Du Welz                   | Adoration                      |
| 2022  | Joachim Lafosse                   | Les Intranquilles              |
| 2022  | Ann Sirot et Raphaël Balboni      | Une vie démente                |
| 2023  | Bouli Lanners                     | L'Ombre d'un mensonge          |
| 2023  | Nabil Ben Yadir                   | Animals                        |
| 2023  | Julie Lecoustre et Emmanuel Marre | Rien à foutre                  |
| 2023  | Jean-Pierre et Luc Dardenne       | Tori et Lokita                 |
| 2024  | Emmanuelle Nicot                  | Dalva                          |
| 2024  | Baloji                            | Augure                         |
| 2024  | Zeno Graton                       | Le Paradis                     |
| 2024  | Ann Sirot et Raphaël Balboni      | Le syndrome des amours passées |

## Récompenses et nominations multiples
Trois récompenses :
- Bouli Lanners : récompensé en 2012 pour Les Géants, en 2017 pour Les Premiers, les Derniers et en 2023 pour L'Ombre d'un mensonge

Deux récompenses :
- Jaco Van Dormael : récompensé en 2011 pour Mr. Nobody et en 2016 pour Le Tout Nouveau Testament

Une récompense et trois nominations :
- Joachim Lafosse : récompensé en 2013 pour À perdre la raison, et nommé en 2011 pour Élève libre, en 2017 pour L'Économie du couple et en 2022 pour Les Intranquilles.
- Jean-Pierre Dardenne et Luc Dardenne : récompensés en 2015 pour Deux jours, une nuit et nommés en 2012 pour Le Gamin au vélo, en 2020 pour Le Jeune Ahmed et en 2023 pour Tori et Lokita.

Une récompense et une nomination :
- Olivier Masset-Depasse : récompensés en 2020 pour Duelles et nommés en 2011 pour Illégal.

Quatre nominations :
- Nabil Ben Yadir pour Les Barons en 2011, pour La Marche en 2015, pour Dode hoek en 2018 et pour Animals en 2023.

Trois nominations :
- Lucas Belvaux pour 38 témoins en 2013, pour Pas son genre en 2015 et pour Chez nous en 2018.

Deux nominations :
- Sam Garbarski pour Quartier lointain en 2012 et pour Vijay and I en 2014.
- Fabrice Du Welz pour Alleluia en 2016 et pour Adoration en 2022.